# Reflexos primitivos

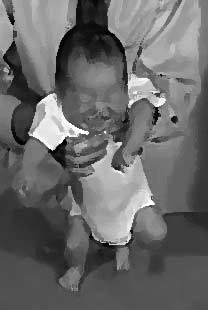
Teste de Reflexo primitivo de marcha Automática, os reflexos primitivos são utilizados rotineiramente para entendimento da maturação neurológica do paciente, a sua ausência, exagero ou incoerência são informações úteis para o diagnóstico e tratamento precoce do atraso no neurodesenvolvimento.

Reflexos primitivos (reflexos humanos primitivos) são reflexos originados do sistema nervoso central que são presentes em crianças novas, especialmente bebês, mas não em adultos com sistema nervoso intacto. Estes reflexos desaparecem ou são inibidos pelos lóbulos frontais à medida que a criança se desenvolve pela maturação do cérebro pela mielinização, arborização e formação das sinapses das células nervosas, com crescente controle voluntário de cada uma das atividades com estes reflexos relacionadas. Este processo foi demonstrado por Lefèvre e Diament.
Na criança a falta de amadurecimento ou desaparecimento de tais reflexos pode significar a existência de lesões cerebrais. O mesmo se dá para adultos que retornem a adquirí-los. Daí sua importância na pediatria e na neurologia.
Uma listagem dos reflexos primitivos inclui:
- Reflexo de preensão palmar e plantar (comumente chamado de reflexo preênsil), relacionado com o reflexo plantar
- Reflexo de sucção
- Reflexo de busca
- Reflexo de Moro
- Reflexo da marcha automática
- Placing
- Reação positiva de apoio
- Reação cervical de retificação
- Reação labiríntica de retificação
- Reação óptica de retificação
- Reação de Landau
- Reflexo de Galant
- Reação de anfíbio
- Reflexo tônico cervical assimétrico (RTCA)
- Reflexo tônico cervical simétrico (RTCS)
- Reflexo tônico labiríntico (RTL)
- Reação de extensão protetiva